# 미코플라스마과
미코플라스마과(Mycoplasmataceae)는 세균과의 하나이다. 미코플라스마목(Mycoplasmatales)의 유일한 과이다. 이 과는 미코플라스마속(Mycoplasma)과 우레아플라스마속(Ureaplasma) 종을 포함하고 있다.
1967년 미코플라스마목을 몰리쿠테스강(Mollicutes)으로 분류했다.